# C–141 Starlifter
A C–141 Starlifter nehéz katonai teherszállító repülőgépet az Amerikai Légierő Légimozgékonysági Parancsnokságának igényei alapján tervezte meg a Lockheed az 1960-as évek elején. Hadrendbe állása után a haderő összes katonai konfliktusába szállított hadianyagokat a vietnámi háborútól kezdve az öbölháborúig. Az AMC ezredein kívül később a Légierő Tartalékos Parancsnokságának ezredeiben, majd a Légi Nemzeti Gárdánál és a Légi Oktatási és Kiképző Parancsnokság alatt is szolgált, illetve 1 db-ot a NASA is igénybe vett repülő laboratórium kiépítésére.
Hadrendbe állításakor a lassabb, csillagmotoros C–124 Globemaster II-t váltotta le 1965-ben. A C–5 Galaxy 1970-es szolgálatba állásáig ez a típus volt a NATO legnagyobb kapacitású teherszállító repülőgépe.
Egyik leghíresebb példánya a Hanoi Taxi névre keresztelt C–141A (66–0177), amellyel 1973. február 12-én a legelső 40 fős csoport amerikai hadifoglyot vitték haza Hanoiból az Államokba, a „Hazatérés” hadművelet kezdeteként (két másik C–141A és egy C–9A követte még aznap). Az STS–51–L legénységének megmaradt holttesteit is ezzel a típussal szállították el 1988. augusztus 30-án a Kennedy Űrközpontból a Delaware állambeli Dover Légierő-bázisra.
Az utolsó példányok az amerikai haderő egészségügyi szállításait végezték a világ különféle pontjairól a németországi Spangdahlembe.
A Légierő hadrendjéből 2006. május 5-én vonták ki az utolsó példányt is, a C–17 Globemaster III váltotta ki a csapatszolgálatból. 11 példány maradt meg és lett kiállítva az Egyesült Államokban.

## Történet

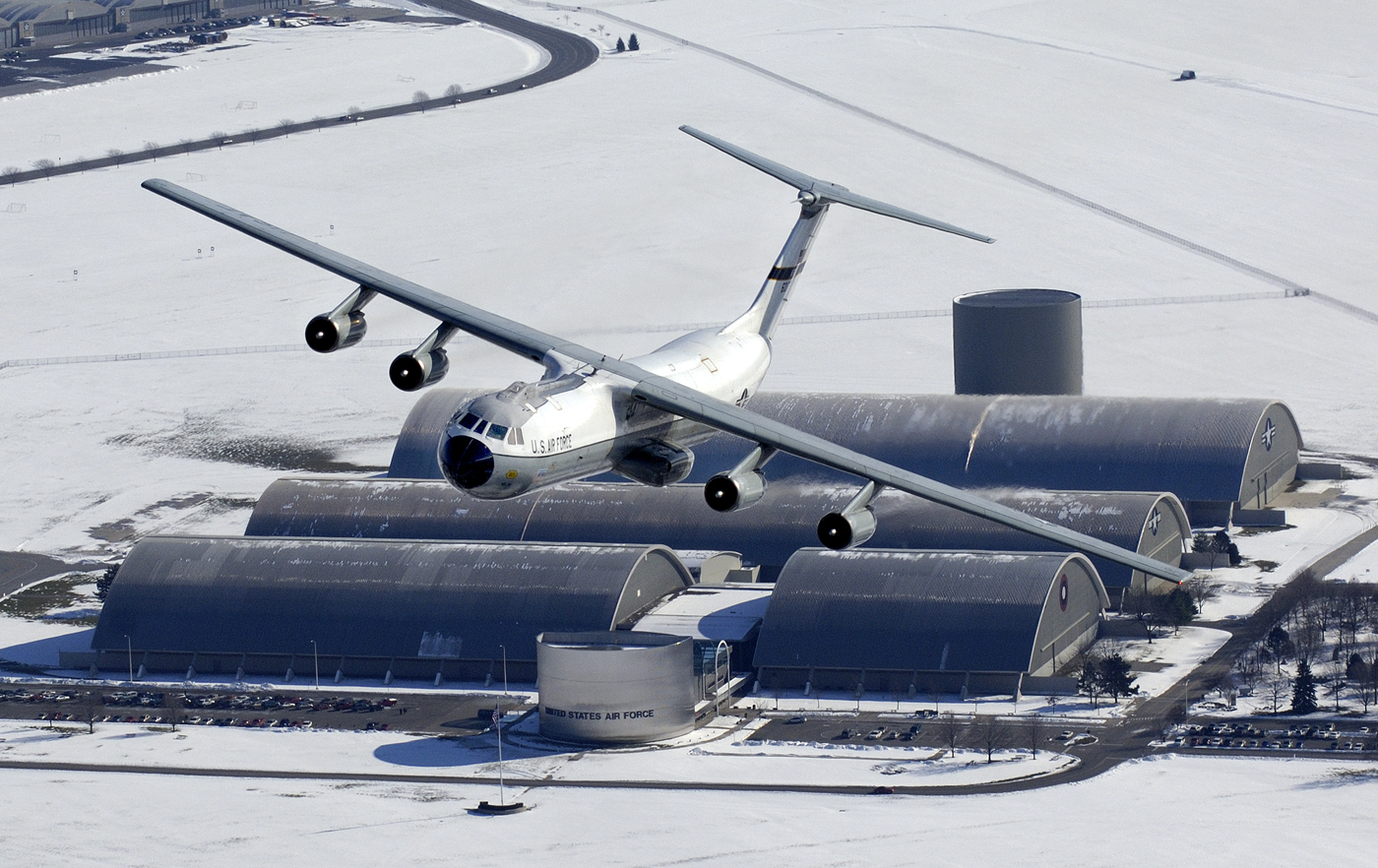
A Hanoi Taxi 2005 decemberében az Amerikai Légierő Nemzeti Múzeuma felett

## Szerkezeti felépítés

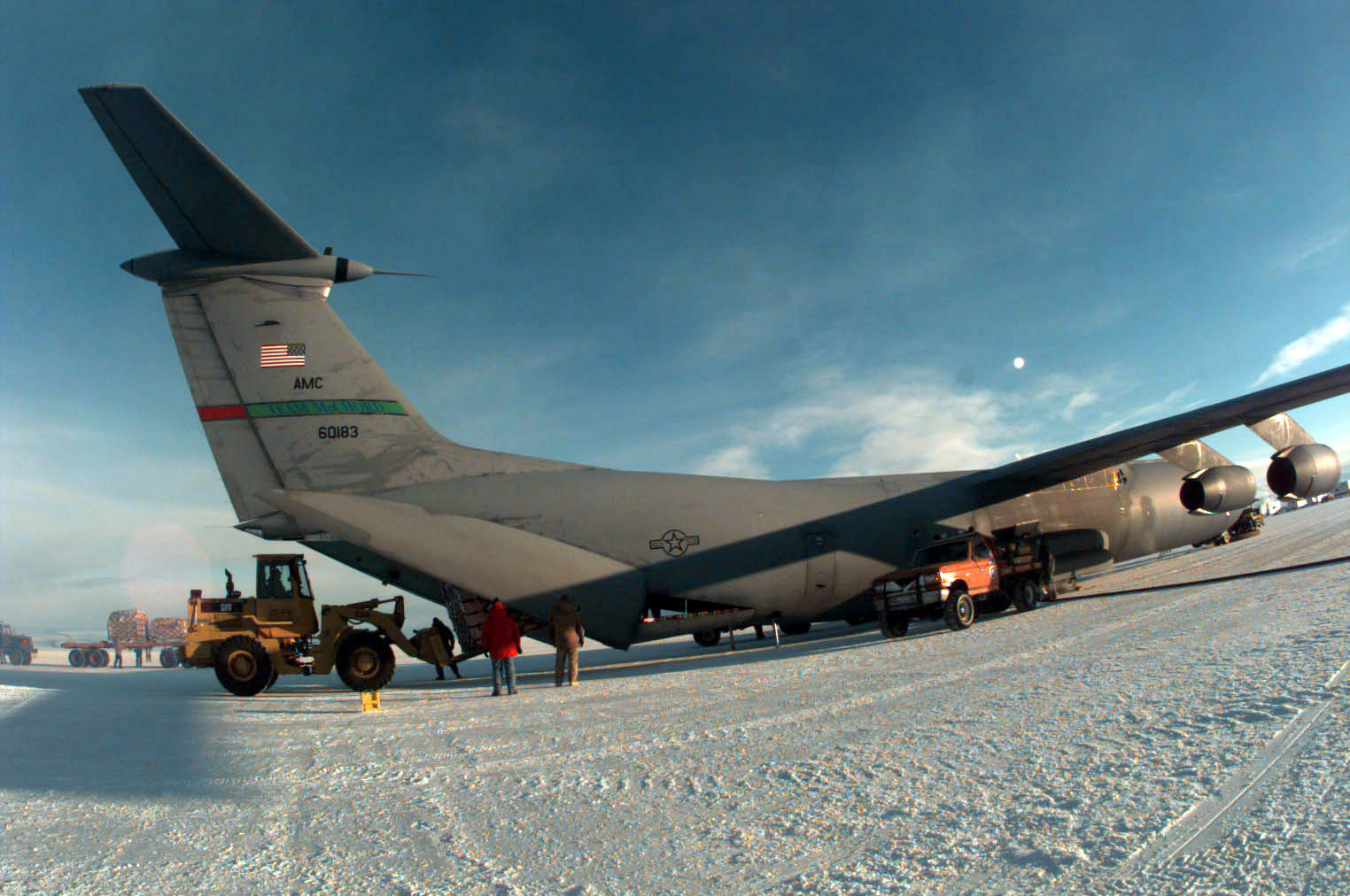
A 60183-as C–141B-t rakodják a McChord-i légibázison 1997-ben. Jól látható a hátsó, két oldalra kinyitott törzsfél és előttük a közel vízszintesre lehajtott rakodóajtó

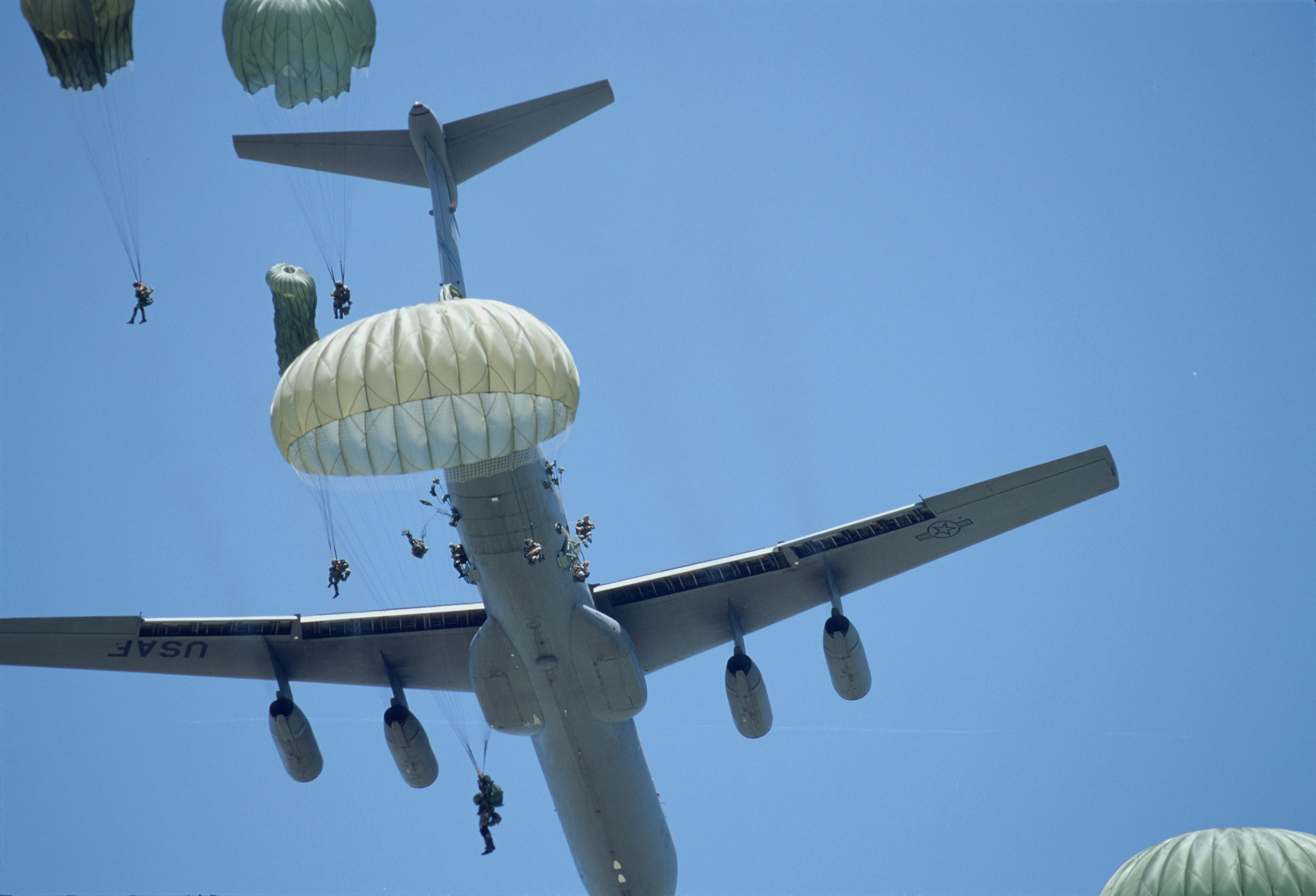
A 82. légi szállítású hadosztály katonái hagyják el gépeiket. Jól látható a leengedett, szárnyfelenkénti két-két fékszárny

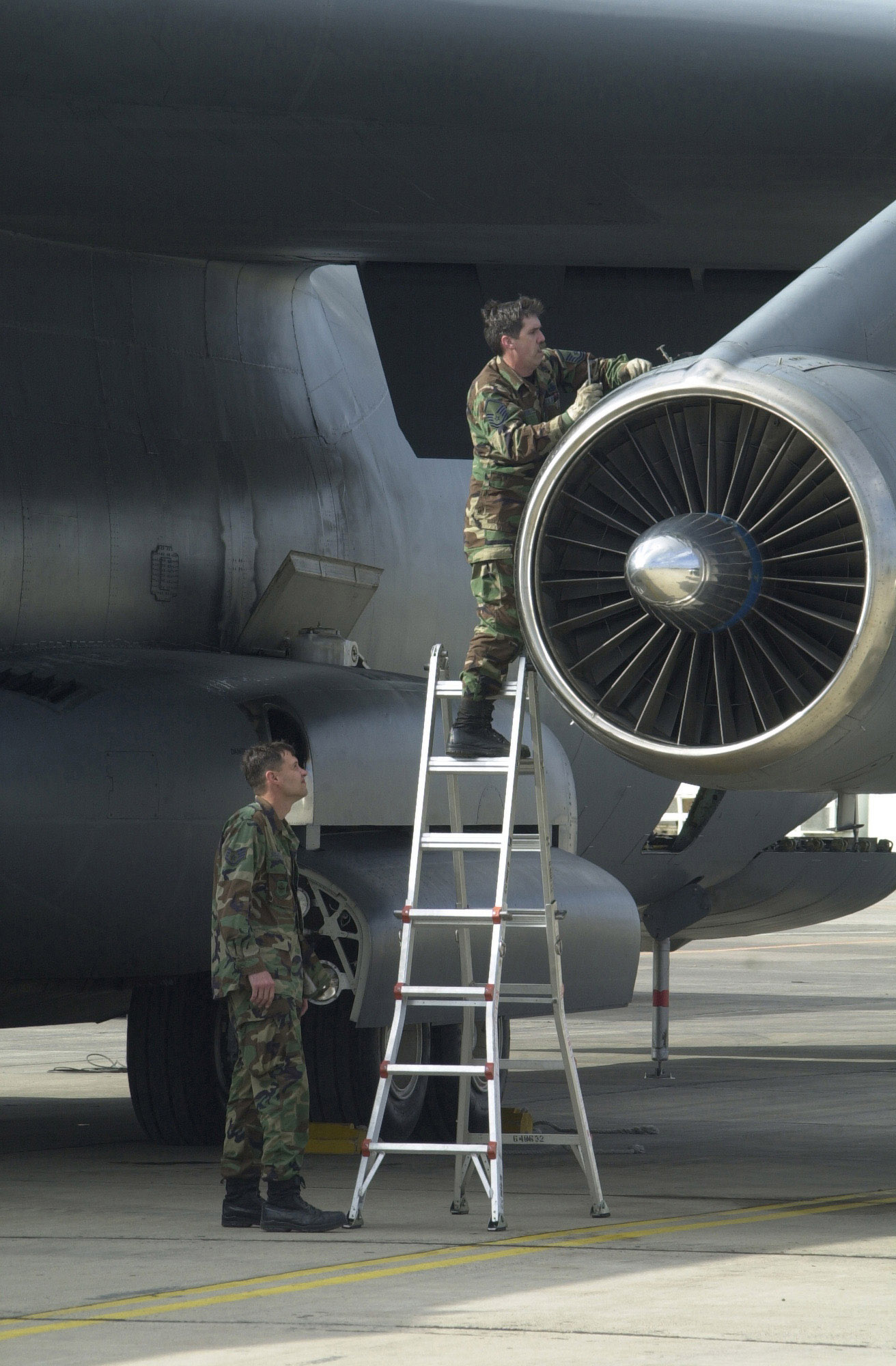
Két műszakis karbantartási munkákat végez a bal belső TF–33P7 hajtóművön

## Típusváltozatok

### C–141A
A legelső sorozatgyártott típusváltozat. Képes volt rakterében 138 fő utast, vagy 80 hordágyat, illetve  10 db 463L (HCU-6/E) típusú szabvány palettát szállítani, 28 900 kg tehertömeggel. Különleges árukat is szállíthattak, mint az LGM–30 Minuteman interkontinentális ballisztikus rakéta. Hamar kiderült, hogy emelőkapacitása jóval nagyobb, mint a rakodótér hasznos térfogata, így nem tudták gazdaságosan kihasználni azt (rövid volt a törzs).
A NASA egy demonstrációs gépet kért L–300 jelzéssel, melynek törzsét kissé átalakították a Kuiper légi obszervatórium (Kuiper Airborne Observatory, KAO) számára. A gépen nagy magasságban repülve üzemeltették a távcsövet. A NASA NC–141A névvel látta el, és a kaliforniai Ames Kutatóközpontjában települ, a Moffett Szövetségi repülőtéren (Moffett Federal Airfield).

### C–141B
Az A altípus szolgálata során a kihasználhatatlan teheremelési képességek egyre zavaróbbak lettek, ezért az A törzsét meghosszabbították. Ezt a módosítást az addig legyártott 270 db gépre elvégezték. Ez lett a C–141B. Az új toldalékokat a szárny előtti és utáni törzsszakaszokra építették be, ezzel 7,11 méterrel (23 lábbal és 4 hüvelykel) meghosszabbítva a törzset. Az így kapott rakterületben elhelyezhető hordágyak száma 103 darabra nőtt, 13 darabra a palettáké, 205 főre a szállítható katonák száma, illetve 168 fő ejtőernyős deszantolhatott, vagy ezekkel egyenértékű más árut szállíthatott. Ebben a módosításban építették a teljes flottaállományba a légiutántöltő csonkokat is a kabin fölé. Az átépítés 1977 és 1982 között zajlott le, az első C–141B 1979 decemberében érkezett meg a csapatokhoz. Ez a program 90 db új építésű C–141A szállítókapacitásának felelt meg.

#### C–141B SOLL II
1994-ben az akkor meglévő 13 db B SOLL II (Special Operations Low-Level II) névvel jelzett átalakításon esett át. Ezek a gépek kis magasságú éjszakai repülési profilokra lettek felkészítve, ennek megfelelő navigációs berendezésekkel és megerősített önvédelmi rendszerekkel. A gépeket a Légimozgékonysági Parancsnokság (AMC) üzemeltette a Légierő Különleges Műveletek Parancsnokságával (Air Force Special Operations Command, AFSOC) közösen. Ezeket a változatokat szintén erre a feladatkörre felkészített C–17-esek váltották le.

### C–141C

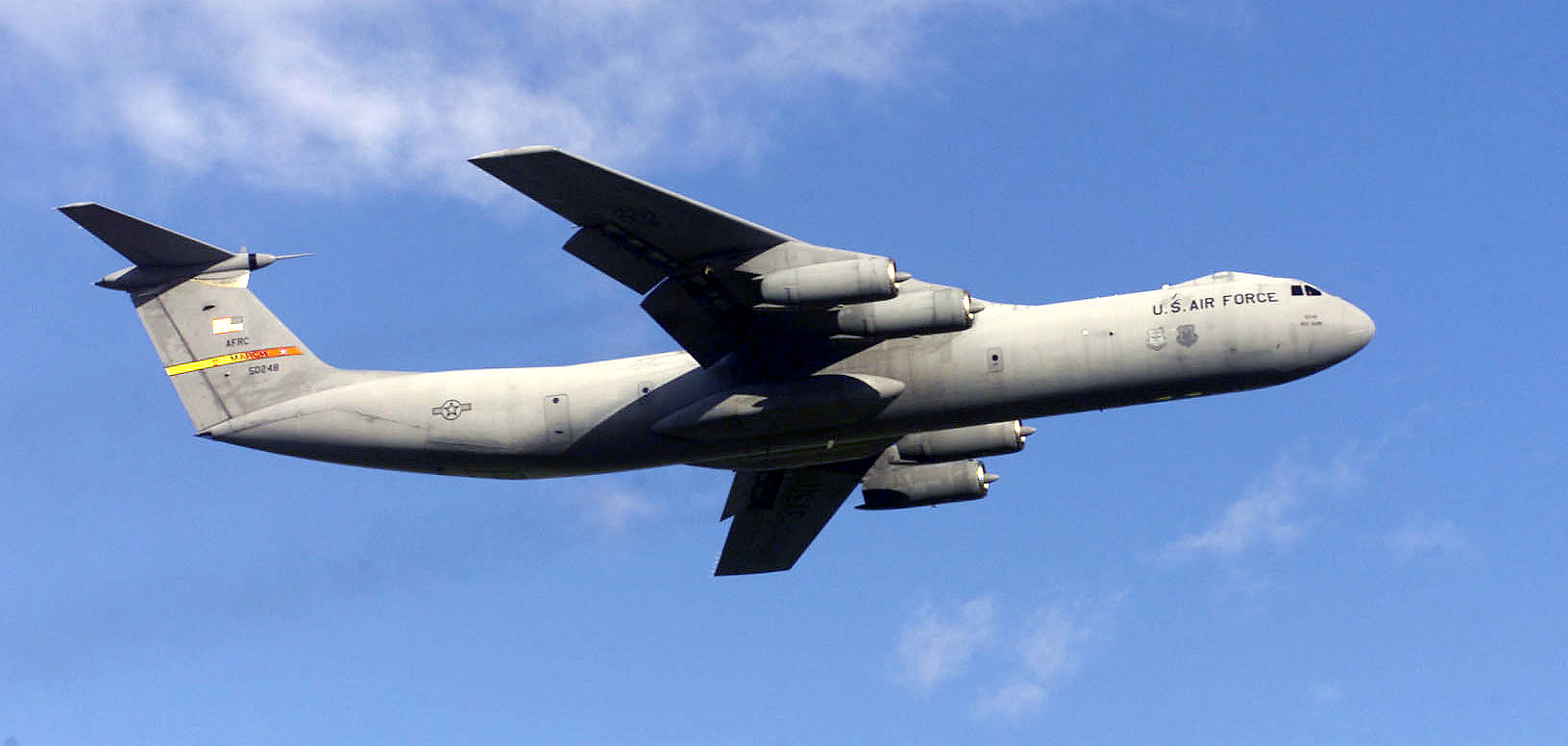
A 65–0248-as C-re átépített gép a Légierő Tartalékos Parancsnokságának állományában

1990-ben a meglévő 63 db C–141-re újabb modernizálási programot dolgoztak ki, majd ezek a C jelölést kapták. Fejlesztett avionikai és navigációs rendszereket építettek a gépekbe és modernizálták a műszerfalakat is, ellátva többfunkciós folyadékkristályos kijelzőkkel (MFD) azokat. A modernizáció célja az volt, hogy a C–17-esek érkezéséig hatékonyabban lehessen üzemeltetni a Starlifter-flottát.

## Üzemeltetők
A típust egyedül az amerikai fegyveres erőknél és a NASA-nál állították szolgálatba, más országnak exportálva nem lett.
 Az Amerikai Egyesült Államok Légiereje
- Légimozgékonysági Parancsnokságának (Air Mobility Command, AMC)
- Légierő Tartalékos Parancsnoksága (Air Force Reserve Command, AFRC)
- Légi Nemzeti Gárda (Air National Guard, ANG)
- Légi Oktatási és Kiképző Parancsnokság (Air Education and Training Command, AETC)

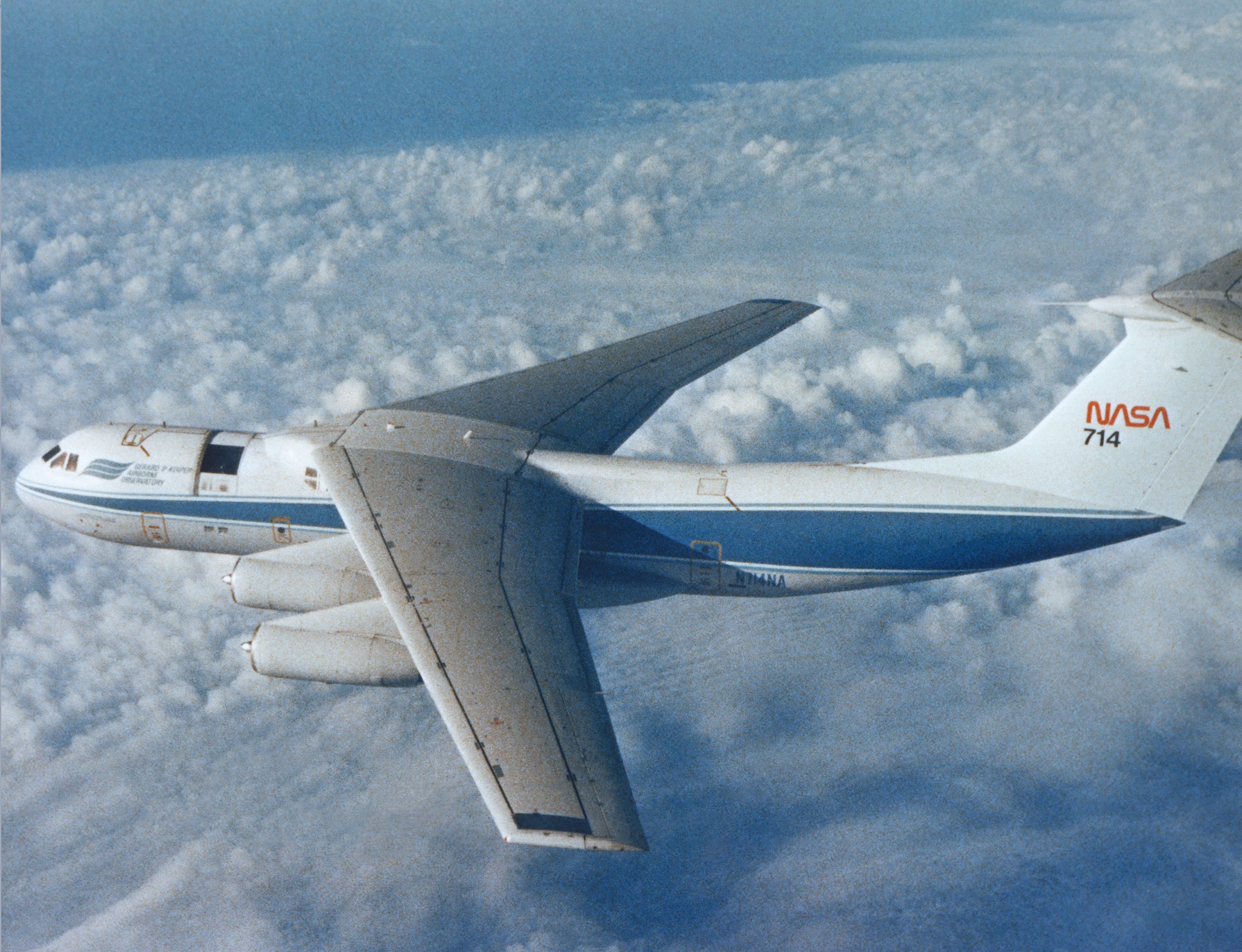
A NASA NC–141A KAO-gépe

 NASA
A 714-es oldalszámú C–141A KAO gépen kívül mást nem üzemeltetett a NASA.

## Megmaradt példányok
11 db gép maradt fenn az utókornak (a Légierő sorozatszámai láthatóak).
- C–141A: az első legyártott C–141A a doveri Dover Légierőbázison, Delaware államban van kiállítva.
- C–141B (65–0257): a riverside-i March Field Air Museum-ban, Kalifornia államban van kiállítva.
- C–141B (a „Hanoi Taxi”?): az Illinois állambeli Belleville közelében, a Scott Légierőbázison települő Scott Field Heritage Air Park-ban található.
- C–141C: szintén a Scott Field Heritage Air Park-ban látható.
- C–141C (66–0177 „Hanoi Taxi”): az Ohio állambeli Daytonban található a Légierő Nemzeti Múzeumában (National Museum of the United States Air Force).
- C–141C (65–0248): a Georgia állam Houston megyéjében található Robins Légierőbázison települő Repülés múzeumában (Museum of Aviation) állították ki.
- C–141F (64–0626): a doveri Dover Légierőbázison, Delaware államban van kiállítva.
- C–141B (63–8088): az első, a Fairfield-i Travis Légierőbázisra érkezett gép. Beceneve „The Golden Bear” („Az arany medve”).
- C–141B: a Charleston Légierőbázison települő Air Park-ban található Charlestonban, Dél-Karolinában.
- C–141B (66–7947): a „Garden State Airlifter” becenevű gépet a McGuire Légierőbázison helyezték el, New Jersey-ben.
- C–141B (65–0277): a McChord Légierőbázison települő McChord Air Museum-ban állították ki, Tacomában, Washington államban.

## Harci alkalmazása
A típus legelső katonai szolgálata a vietnámi háború idején kezdődött.

## Veszteségek
Üzemeltetése során 21 db gép semmisült meg: 9 db A, 11 db B és 1 db C.